# Adi Rocha
Adi Rocha (ur. 15 grudnia 1985) – brazylijski piłkarz występujący na pozycji napastnika.

## Kariera piłkarska
Od 2002 roku występował w Nacional, LASK Linz, Austria Kärnten, Energie Cottbus, Concordia Chiajna, Steaua Bukareszt, Gamba Osaka, Žalgiris Wilno i Jiangxi Liansheng.